# Didier Gilles
Pour les articles homonymes, voir Gilles.
Didier Gilles, né le 16 décembre 1954 à Carpentras, est un joueur et entraîneur de football français. Il évoluait au poste de défenseur.

## Carrière
Formé au FC Carpentras et à la MJC d'Avignon, Didier Gilles commence sa carrière professionnelle à l'Olympique avignonnais en 1972 ; il y reste jusqu'en 1977, disputant 132 matchs. 
Il joue ensuite au FC Rouen de 1977 à 1978, et à l'Olympique d'Alès de 1978 à 1980. Il évolue ensuite au FCAS Grenoble de 1980 à 1982, à l'Olympique de Marseille de 1982 à 1984, à l'AS Saint-Étienne de 1984 à 1986 et enfin au SEC Bastia de 1986 à 1989.
Il devient ensuite entraîneur de clubs corses ; le FC Aregno Calvi de 2000 à 2001, l'USC Corte de 2001 à 2003, l'AS Furiani-Agliani de 2008 à mars 2012 et le Borgo FC de 2012 à 2013. Il est ensuite passé à la tête de l'équipe du Gallia Club Lucciana en 2016 après en avoir été l’adjoint de 2013 à 2016.

## Palmarès
- Vice-champion de France de Division 2 en 1984 avec l'Olympique de Marseille et en 1986 avec l'AS Saint-Étienne

## Statistiques
Au cours de sa carrière, Didier Gilles dispute 60 matchs en Division 1 et 439 matchs en Division 2.